# Grasshopper Club Zürich (hokej na lodzie)
Grasshopper Club Zürich – szwajcarski klub hokeja na lodzie z siedzibą w Zurychu.

## Historia
Sekcja hokejowa została włączona do struktury klubu Grasshopper Club Zürich została włączona w 1934.
Zawodnikiem drużyny był m.in. Hannu Virta.
Klub działał do 2000, gdy został objęty fuzją z SC Küsnacht, a odtąd jego tradycje przejął GCK Lions.

## Sukcesy
- Złoty medal międzynarodowych mistrzostw Szwajcarii: 1933
- Srebrny medal międzynarodowych mistrzostw Szwajcarii: 1932
- Złoty medal mistrzostw Szwajcarii: 1966
- Srebrny medal mistrzostw Szwajcarii: 1955
- Brązowy medal mistrzostw Szwajcarii: 1939, 1953
- Złoty medal Nationalliga B: 1963
- Srebrny medal Nationalliga B: 1995, 1997
- Puchar Szwajcarii: 1966